# 道の駅くにみ
道の駅くにみ（みちのえき くにみ）は、大分県国東市にある国道213号の道の駅である。

## 施設
- 駐車場
  - 普通車：34台
  - 大型車：2台
  - 身障者用：2台
- トイレ
  - 男：大 3器（2器）、小 4器（4器）
  - 女：5器（4器）
  - 身障者用：1器（1器）

※（）内は、24時間利用可能

### 物産館内
- 公衆電話：1  レストラン（10:00 - 21:00）

## 休館日
- 1月1日 - 1月2日

## アクセス
- 国道213号

## 周辺
- 鬼塚古墳
- 姫島